# Sphacanthus
Sphacanthus es un género de plantas fanerógamas perteneciente a la familia Acanthaceae. El género tiene 2 especies descritas de plantas herbáceas.

## Taxonomía
El género fue descrito por Raymond Benoist y publicado en Notulae Systematicae. Herbier du Museum de Paris 8: 157. 1939. La especie tipo es: Sphacanthus brillantaisia Benoist	

## Especies
- Sphacanthus brillantaisia Benoist
- Sphacanthus humbertii Benoist